# Вогель, Фрэнк
Фрэнк Вогель (англ. Frank Vogel; 21 июня 1973, Вайлдвуд Крест, Нью-Джерси, США) — американский баскетбольный тренер. В настоящее время консультант главного тренера в клубе Национальной баскетбольной ассоциации «Даллас Маверикс».

## Биография
Вогель уроженец Вайлдвуд Крест, Нью-Джерси.  В восьмом классе он снимался в эпизоде  ночного ток-шоу на канале NBC «Поздняя ночь с Дэвидом Леттерманом» в сегменте «Глупые человеческие трюки», в котором он крутил баскетбольный мяч на зубной щетке, чистя зубы.
10 декабря 1990 года дом, в котором рос Вогель загорелся, и все в доме сгорело. Вогель, которому в то время было 17 лет, и его мать - единственные два человека в доме на тот момент - спаслись через окно.
Вогель окончил среднюю школу Вайлдвуда в 1991 году. В колледже Джуниата в Хантингдоне, штат Пенсильвания, Вогель был игроком стартового состава баскетбольной команды Дивизиона III. В 1994 году Вогель перевелся в Кентуккийский университет. Вогель работал студенческим менеджером мужской команды «Кентукки Уайлдкэтс» под руководством главного тренера Рика Питино в сезоне 1994–95 годов. В следующем сезоне Питино возродил юношескую университетскую команду, и Вогель играл за них. Вогель окончил Кентуккийский университет со степенью бакалавра биологии в 1998 году.

## Тренерская карьера
Вогель начал свою тренерскую карьеру как видеокоординатор в «Бостон Селтикс». Он проработал в этой должности 5 лет, прежде чем был назначен ассистентом главного тренера. После тренерства в «Селтикс» Фрэнк перешёл в «Филадельфию-76» в качестве ассистента главного тренера. Покинув «Севенти Сиксерс», Вогель работал скаутом с 2005 по 2006 год в «Лос-Анджелес Лейкерс» и с 2006 по 2007 год в «Вашингтон Уизардс». Затем Фрэнк снова стал ассистентом главного тренера в «Индиана Пэйсерс». В 2011 году после отставки главного тренера «Пэйсерс» Вогель был временно назначен на эту должность. В должности исполняющего обязанности Фрэнк вывел свою команду в плей-офф впервые с 2006 года. 6 июля 2011 года он был официально назначен на должность главного тренера «Индианы Пэйсерс». В 2023 году подписал контракт с «Финикс Санз», рассчитанный на 5 лет и на 31 миллион долларов. 2 октября 2024 года Фогель был нанят в качестве консультанта по вопросам тренерства для главного тренера Джейсона Кидда в «Даллас Маверикс».